# 文廟站
文廟站（越南语：／*/?）位於越南首都河內市棟多郡國子監坊，是河內都市鐵路3號線的一個車站，預計2027年開業。

## 鄰近地點
- 河內文廟
- 越南美術館
- 行待體育場

## 車站結構
本站為島式車站。
| 1 | ●3號線 | ← 吉靈，呠 |
| 2 | ●3號線 | 河內 →     |

## 外部連結
- 文廟站（河內都市鐵路的官方網站） （页面存档备份，存于）